# 9e Europese Filmprijzen
De 9e uitreiking van de Europese Filmprijzen, waarbij prijzen werden uitgereikt in verschillende categorieën voor Europese films, vond plaats op 8 november 1996 in de Duitse stad Potsdam.

## Nominaties en winnaars

#### Beste film
- Breaking the Waves
  - Kolya
  - Secrets & Lies

#### Beste film - jonge filmmakers
- Some Mother's Son
  - Beautiful Thing
  - Lea

#### Beste acteur
- Ian McKellen - Richard III

#### Beste actrice
- Emily Watson - Breaking the Waves

#### Beste scenario
- Sergei Bodrov, Boris Giller & Arif Aliyev - Prisoner of the Mountains

#### Niet-Europese film
- Dead Man - Jim Jarmusch

#### Life Achievement Award
- Alec Guinness